# Kōhei Ezaki
Kōhei Ezaki (jap. 江崎 孝坪, Ezaki Kōhei; * 15. Juni 1904 in Takatō (heute: Ina), Präfektur Nagano; † 27. Juni 1963) war ein japanischer Maler und Kostümbildner.

## Leben
Kōhei Ezaki, geboren 1904 in der Kleinstadt Takatō in der Präfektur Nagano, wurde ein Schüler des bekannten japanischen Nihonga-Malers Seison Maeda (1885–1977) und arbeitete danach selbst als Nihonga-Maler in Japan. In den 1950er Jahren engagierte er sich darüber hinaus wie Maeda auch beim Film. Regisseur Akira Kurosawa holte ihn 1954 für seine international preisgekrönte Kinoproduktion Die sieben Samurai mit Toshirō Mifune in der Hauptrolle als Berater in Kunst und Folklorefragen dazu. Ferner war Ezaki für den Film auch als Kostümdesigner tätig, was ihm 1957 eine Oscar-Nominierung in der Kategorie Beste Kostümdesign bei der Verleihung 1957 in der Rubrik Schwarzweißfilm einbrachte. 
In den Jahren 1957 und 1958 verpflichtete ihn Kurosawa dann nochmals als Art Supervisor bei seinen beiden Filmen Das Schloß im Spinnwebwald und Die verborgene Festung. Für den Regisseur Keisuke Kinoshita fungierte er 1960 für dessen Historiendrama Fuefukigawa nochmals als künstlerischer Berater. 
Ezaki verstarb am 27. Juni 1963 im Alter von 59 Jahren.

## Auszeichnungen
- 1957: Oscar-Nominierung in der Kategorie Beste Kostümdesign bei der Verleihung 1957 für Die sieben Samurai

## Filmografie (Auswahl)

### Als Kostümbildner
- 1954: Die sieben Samurai (Shichinin no samurai)

### Als Künstlerischer Berater
- 1954: Die sieben Samurai (Shichinin no samurai)
- 1957: Das Schloß im Spinnwebwald (Kumonosu-jō)
- 1958: Die verborgene Festung (Kakushi-toride no san-akunin)
- 1960: Fuefukigawa